# هايلي تشان

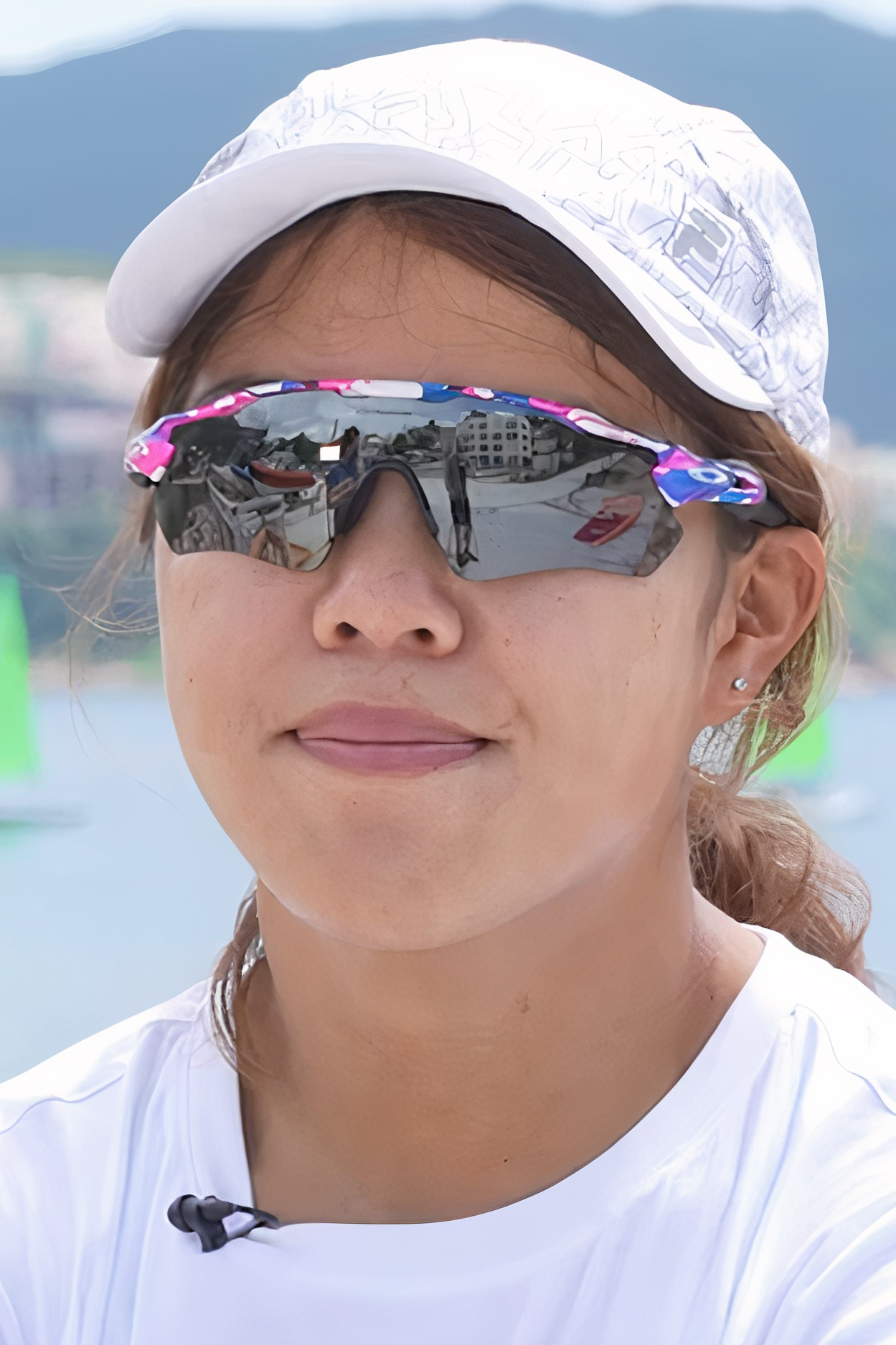
هايلي تشان

هايلي تشان (بالصينية: 陳晞文) هي راكبة أمواج ‏ صينية، ولدت في 10 يناير 1991 في جزيرة هونغ كونغ في الصين.

## وصلات خارجية
- هايلي تشان على موقع الاتحاد الدولي للملاحة الشراعية (موقع جديد) (الإنجليزية)
- هايلي تشان على موقع الاتحاد الدولي للملاحة الشراعية (موقع قديم) (الإنجليزية)
- هايلي تشان على موقع اللجنة الأولمبية الدولية (الإنجليزية)
- هايلي تشان على موقع أوليمبيديا (الإنجليزية)